# Quatis (kommun)
Quatis är en kommun i Brasilien.   Den ligger i delstaten Rio de Janeiro, i den sydöstra delen av landet, 800 km sydost om huvudstaden Brasília. Antalet invånare är 12 831.
Följande samhällen finns i Quatis:
- Quatis

Omgivningarna runt Quatis är huvudsakligen savann. Runt Quatis är det tätbefolkat, med 790 invånare per kvadratkilometer.